# Adenaria
Adenaria, monotipski biljni rod iz Južne i Srednje Amerike i Antila. Jedina vrsta je Adenaria floribunda, grm visok do 2.5 metara, koji raste po tropskim šumama. Cvate od ožujka do studenog.

## Sinonimi
- Adenaria floribunda f. grisleoides (Kunth) Koehne
- Adenaria floribunda var. microphylla Koehne
- Adenaria floribunda var. parvifolia Koehne
- Adenaria floribunda var. purpurata (Kunth) Koehne
- Adenaria floribunda f. purpurata (Kunth) Koehne
- Adenaria grisleoides Kunth
- Adenaria lanceolata Beurling
- Adenaria parvifolia Hook.
- Adenaria purpurata Kunth
- Adenaria purpurata var. australis Griseb.
- Antherylium floribundum (Kunth) Spreng.
- Antherylium grisleoides (Kunth) Spreng.
- Antherylium nudiflorum Hemsl.
- Antherylium purpuratum (Kunth) Spreng.
- Ginora nudiflora Koehne